# كيب ولز
كيب ولز (بالإنجليزية: Kip Wells)‏ هو لاعب كرة قاعدة أمريكي، ولد في 21 أبريل 1977 في هيوستن في الولايات المتحدة.

## وصلات خارجية
- كيب ولز على موقع دوري كرة القاعدة الرئيسي (الإنجليزية)
- كيب ولز على موقعبيزبول رفرنس.كوم (الدوري الرئيسي) (الإنجليزية)
- كيب ولز على موقعبيزبول رفرنس.كوم (الدوري الثانوي) (الإنجليزية)
- كيب ولز على موقع إي إس بي إن.كوم (أم.أل.بي) (الإنجليزية)
- كيب ولز على موقع مشجعي الرسوم البيانية (الإنجليزية)